# Pleuranthodium comptum
Pleuranthodium comptum là một loài thực vật có hoa trong họ Gừng. Loài này được Karl Moritz Schumann miêu tả khoa học đầu tiên năm 1899 dưới danh pháp Alpinia compta. Năm 1991, Rosemary Margaret Smith chuyển nó sang chi Pleuranthodium.

## Phân bố
Loài này có tại Bonga (tọa độ 6°25′N 147°50′Đ / 6,417°N 147,833°Đ), khoảng 20 km về phía bắc Finschhafen trên bán đảo Huon, Kaiser-Wilhelmsland, nay thuộc tỉnh Morobe ở miền đông Papua New Guinea.